# Leo Schlömmer
Leo Schlömmer (* 14. April 1936) ist ein österreichischer Bergsteiger.

## Leben
Leo Schlömmer wuchs in Schladming in der Steiermark auf und begann bereits früh mit dem Felsklettern. Neben schweren Alpentouren nahm er später auch an mehreren bedeutenden
Expeditionen im Karakorum und im Himalaya teil.

## Alpinistische Leistungen (Auszug)
- Däumling (2322 m, Gosaukamm,  Dachsteingebirge) 1958 erste Solo-Begehung der Däumlingkante
- Matterhorn-Nordwand 1962 erste Winterbegehung[1]
- Eiger, Grandes Jorasses und Matterhorn; erste Begehung aller drei großen Alpen Nordwände in einem Zeitraum von weniger als einem Jahr 1962/1963
- Momhil Sar (7343 m, Karakorum, Pakistan), Erstbesteigung 1964 mit Hanns Schell, Rudolf Pischinger, Horst Schindlbacher und Rudolf Widerhofer
- Jirishanca (6126 m, Anden, Peru), zweite Besteigung 1966 mit Werner Haim, Felix Kuen und Adi Sager[2]
- Mount Everest (8848 m, Himalaya, Nepal/Tibet), 1971 Teilnehmer einer internationalen Expedition unter Leitung von Norman Dyhrenfurth